# Пшемишълско-Варшавска архиепархия
Пшемишълско-Варшавската архиепархия (на полски: Archieparchia Przemysko-Warszawska; на латински: Archidioecesis Premisliensis-Varsaviensis ritus byzantini ucraini; на украински: Перемишльсько-Варшавська архієпархія) е единствената архиепископия на католическата църква в Полша, източен обред. Част е от Пшемишълско-Варшавската митрополия на Украинската гръкокатолическа църква.
Пшемишълската униатска епархия е установена през 1087 година. Издигната е в ранг на архиепископия и център на новосъздадената Пшемишълско-Варшавска митрополия на 31 май 1996 година от папа Йоан-Павел II. Има 30 000 верни. Седалище на архиепископа е град Пшемишъл.

## Деканати
В състава на архиепархията влизат четири деканата.
| - Пшемишълско-Люблински деканат - Краковско-Кринишки деканат - Жешовско-Саношки деканат - Варшавско-Лодзки деканат |